# Ghisonaccia
Ghisonaccia (in corso Ghisunaccia) è un comune francese di 4 225 abitanti situato nel dipartimento dell'Alta Corsica nella regione della Corsica.

## Società

### Evoluzione demografica
Abitanti censiti